# آی‌یو…آی‌ام
آی‌یو…آی‌ام (انگلیسی: IU...IM) دومین آلبوم چندآهنگه (ئی‌پی) از خواننده و ترانه‌پرداز اهل کره جنوبی، آی‌یو است که در ۱۲ نوامبر ۲۰۰۹ توسط لئون انترتینمنت منتشر شد. این آلبوم چندآهنگه در استودیوهای مختلفی در سئول، کره جنوبی ضبط شد. تک‌آهنگ «مارشملو» شامل رپ بدون ذکر نام از زیکو است.

## جدول‌های موسیقی
| جدول (۲۰۱۲)                | بالاترین جایگاه |
| -------------------------- | --------------- |
| آلبوم‌های کره جنوبی (گائون) | ۷               |

### تک‌آهنگ‌ها
| جدول (۲۰۱۰)      | بالاترین جایگاه |
| ---------------- | --------------- |
| کره جنوبی(گائون) | ۳۹              |